# Dora Manu
Pour les articles homonymes, voir Manu.
Dora Manu, née en 1976, est une athlète ghanéenne.

## Carrière
Aux Jeux africains de 1999 à Johannesbourg, Dora Manu est médaillée de bronze du relais 4 × 100 mètres. 